# Rockenhausen
Rockenhausen település Németországban, Rajna-vidék-Pfalz tartományban. Lakosainak száma 5395 fő (2023. december 31.).

## Népesség
A település népességének változása:
| Lakosok száma | 5308 | 5283 | 5322 | 5315 | 5397 | 5395 |
|               | 2015 | 2017 | 2019 | 2021 | 2022 | 2023 |